# Lars Larsen (fodboldspiller, født 1978)
 Der er flere personer med dette navn, se Lars Larsen (flertydig).
Lars Larsen (født 14. november 1978) er en dansk fodboldspiller.
Han skifede i starten af 2003 til Herfølge BK for en transfersum på 500.000 kr.. Han vendte derefter tilbage til Randers i august samme år, hvor han skulle tørne ud for Randers FC.